# Raj Chetty
Raj Chetty (4/8/1979) là một giáo sư kinh tế Đại học Harvard và từng là giáo sư tại Đại học California, Berkeley. Năm 2013, Raj Chetty đã giành giải thưởng kinh tế danh tiếng dành cho các tài năng trẻ Hoa Kỳ, giải John Bates Clark. Ông được phong giảng viên thường xuyên ở tuổi 28 và được chấp nhận tại 29, trở thành một trong những người trẻ nhất làm như vậy trong lịch sử của bộ phận kinh tế của Đại học Harvard. Chetty đã xuất bản một số bài báo trên các tạp chí có uy tín, trong đó có American Economic Review, Quarterly Journal of Economics, và Journal of Political Economy. Ông là một 2012 MacArthur Fellow.
Năm 2013, ông được trao giải John Bates Clark. Công trình được vinh danh của Raj Chetty bao gồm chính sách thuế, tỉ lệ thất nghiệp, bảo hiểm xã hội và giáo dục.
Raj Chetty Ông sinh ra ở New Delhi năm 1979 và đến Hoa Kỳ khi lên 9 tuổi.
Sau khi tốt nghiệp từ University School of Milwaukee, Chetty nhận bằng cử nhân từ Đại học Harvard năm 2000 và tiếp tục nhận bằng tiến sĩ năm 2003, cũng từ Harvard. Khi là sinh viên năm hai đại học, thầy của ông là Martin Feldstein khuyên ông theo đuổi ý tưởng của mình sau khi đề xuất một ý tưởng khác thường cho rằng lãi suất cao hơn đôi khi dẫn đến đầu tư cao hơn. Năm 2003, lúc 23 tuổi, Chetty trở thành phó giáo sư kinh tế tại Đại học California, Berkeley, được phong giáo sư ở đó năm 27 tuổi. Ông là giáo sư kinh tế tại Đại học Harvard ở Cambridge, tiểu bang Massachusetts từ năm 2009 và thành giáo sư giảng dạy năm 29 tuổi và giám đốc của Lab for Economic Applications and Policy.